# Луганськ (станція)
Луганськ — залізнична станція Луганської дирекції Донецької залізниці. Розташована в однойменному місті на межі Кам'янобрідського, Артемівського та Ленінського районів міста.

## Історія
Станції відкрита у 1878 році, в ході введення в експлуатацію Донецької кам'яновугільної залізниці, загальна довжина якої становила 389 верст, в складі якої були відкриті лінії: Микитівка — Дебальцеве — Довжанська, Дебальцеве — Попасна — Краматорськ та власне Дебальцеве — Луганський завод, що прокладена до Луганська із південного заходу.
У Луганську було створено Управління Товариства «Донецька залізниця» та закладене поруч зі станцією залізничне училище. Власне й саме технічне управління Донецькою кам'яновугільною залізницею було розташоване саме в Луганську, поки приватна залізниця не була продана державі та ще приєднана до Казенної Катеринінської залізниці.
У 1898 році прокладена лінія у північно-східному напрямку Луганське — Міллерово.

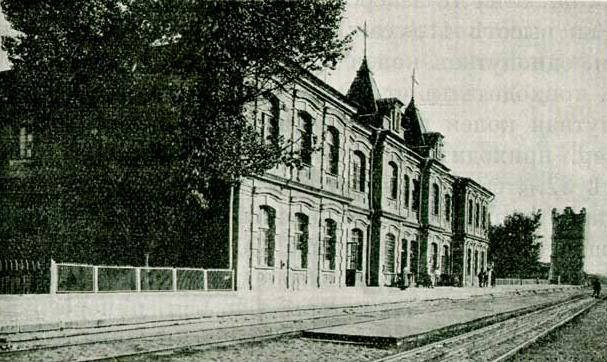
Вокзал до 1917 року
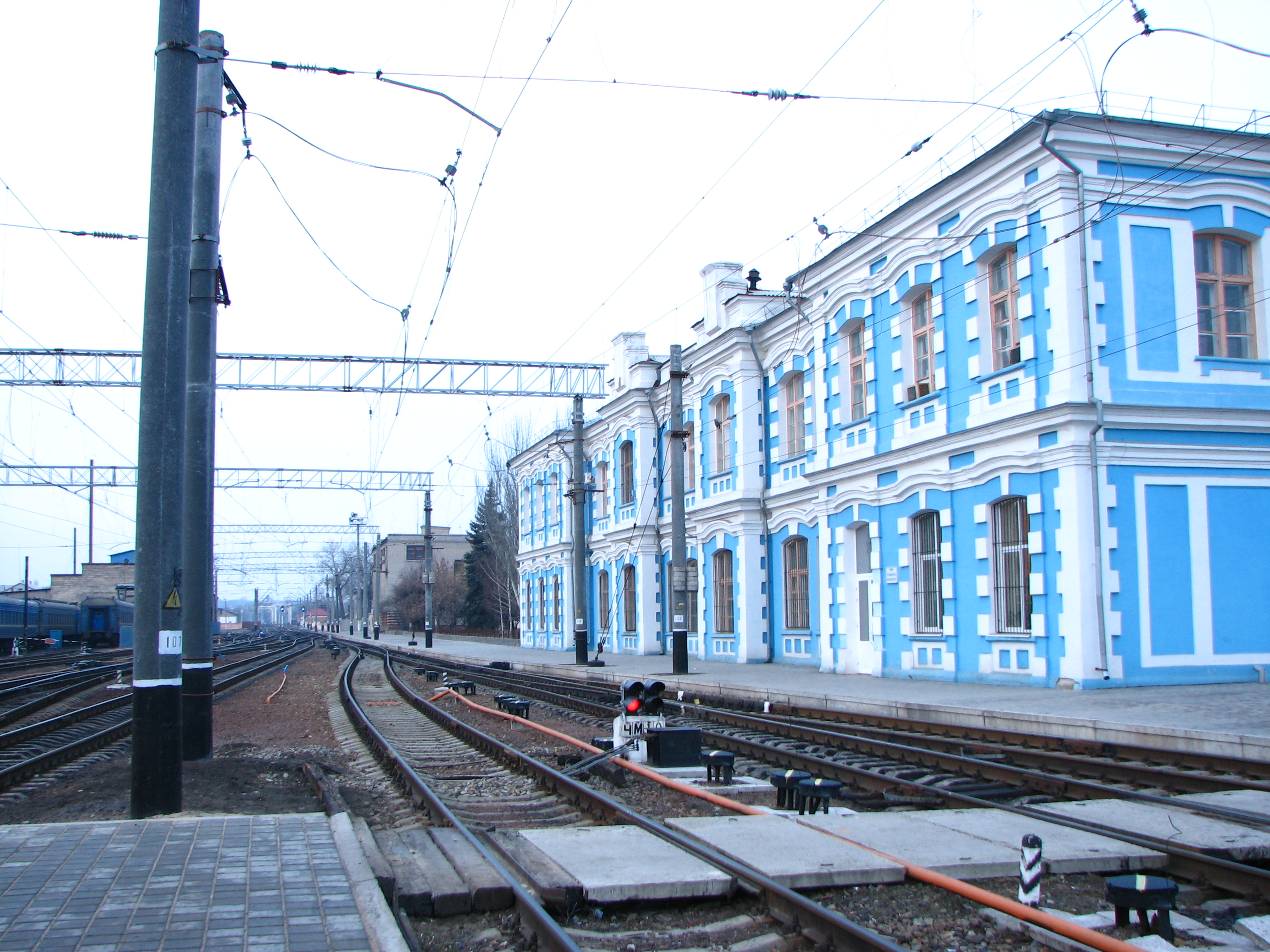
Старий залізничний вокзал 48°34′20″ пн. ш. 39°16′52″ сх. д. / 48.572092° пн. ш. 39.281101° сх. д.
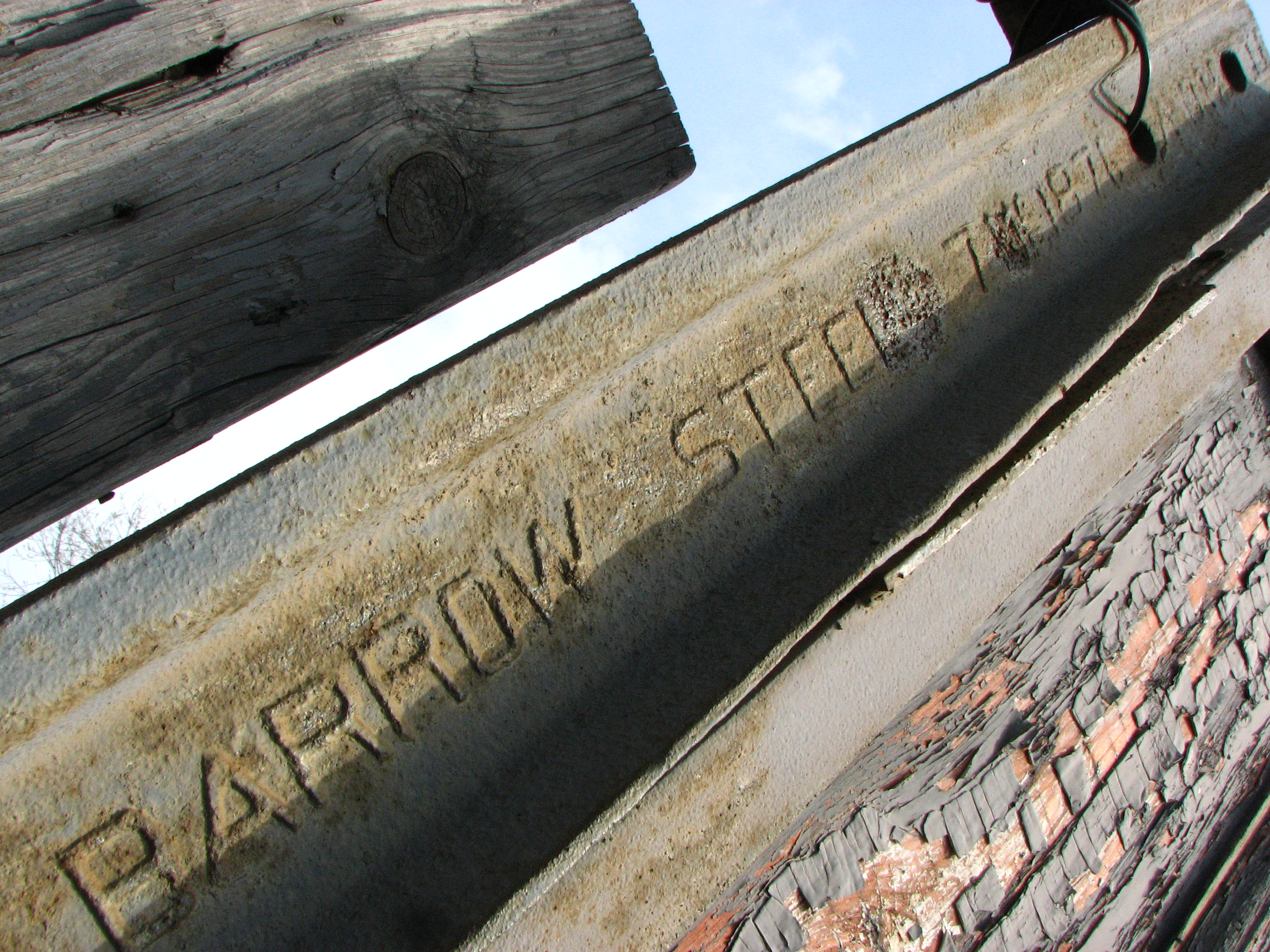
Первинна англійська рейка Barrow Steel, з якої починалася луганська залізниця (1876 року)
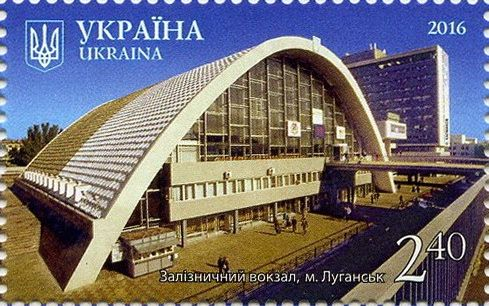
Поштова марка (2016)

Станом на 1917 рік розбудовувалась лінія у південному напрямку Луганськ — Бразоль, яка згодом була розібрана під час Громадянської війни, а вже у  1921 року лінія Луганськ — Лутугине була відновлена. Ці три напрямки: на південний захід, північний схід та  південь — лишаються основними й понині.
Із розвитком луганської залізниці тісно пов'язаний також і завод Гартмана (нині — Луганський тепловозобудівний завод).
Електрифікація залізниці:
- у 2005 році електрифіковано дільницю Дебальцеве — Комунарськ (Алчевськ), з 2006 року лінією курсують приміські електропоїзди, а вже 2007 року були завершені п'ятирічні роботи з електрифікації дільниці Дебальцеве — Луганськ, завдяки чому Луганськ позбувся статусу неелектрифікованого обласного центру (нині, серед обласних центрів залишаються неелектрифікованими Івано-Франківськ, Миколаїв, Суми, Херсон та Чернівці). Першим відкривав рух електрифікованою дільницею зі станції Луганськ регіональний поїзд із вагонів 3-го класу сполученням Луганськ — Донецьк. У перспективі Донецької залізниці до 2030 року передбачалося продовження електрифікації, включаючи дільницю Луганськ — Міллерово (РФ), одначе російська частина цієї ділянки, 122 км — Міллерово, що прямувала в глибину Ростовської області законсервована з 2007 року та нині частково розібрана та кинута напризволяще.

## Вокзал
У 1980 році на відстані близько 600 м від старого залізничного вокзалу було споруджено сучасну будівлю вокзалу у формі гіперболічного циліндра. До комплексу просторого нового вокзалу увійшли автомобільна естакада протяжністю майже 700 метрів, що сполучає вокзал із центром міста, транспортна розв'язка, критий надземний перехід до платформ, який з однієї сторони виходить до вокзалу, а з іншої — до недіючої трамвайної лінії (з 2014 року) та вулиці Кірова. Залізничний вокзал є кінцевою зупинкою деяких міських та приміських автобусних маршрутів.

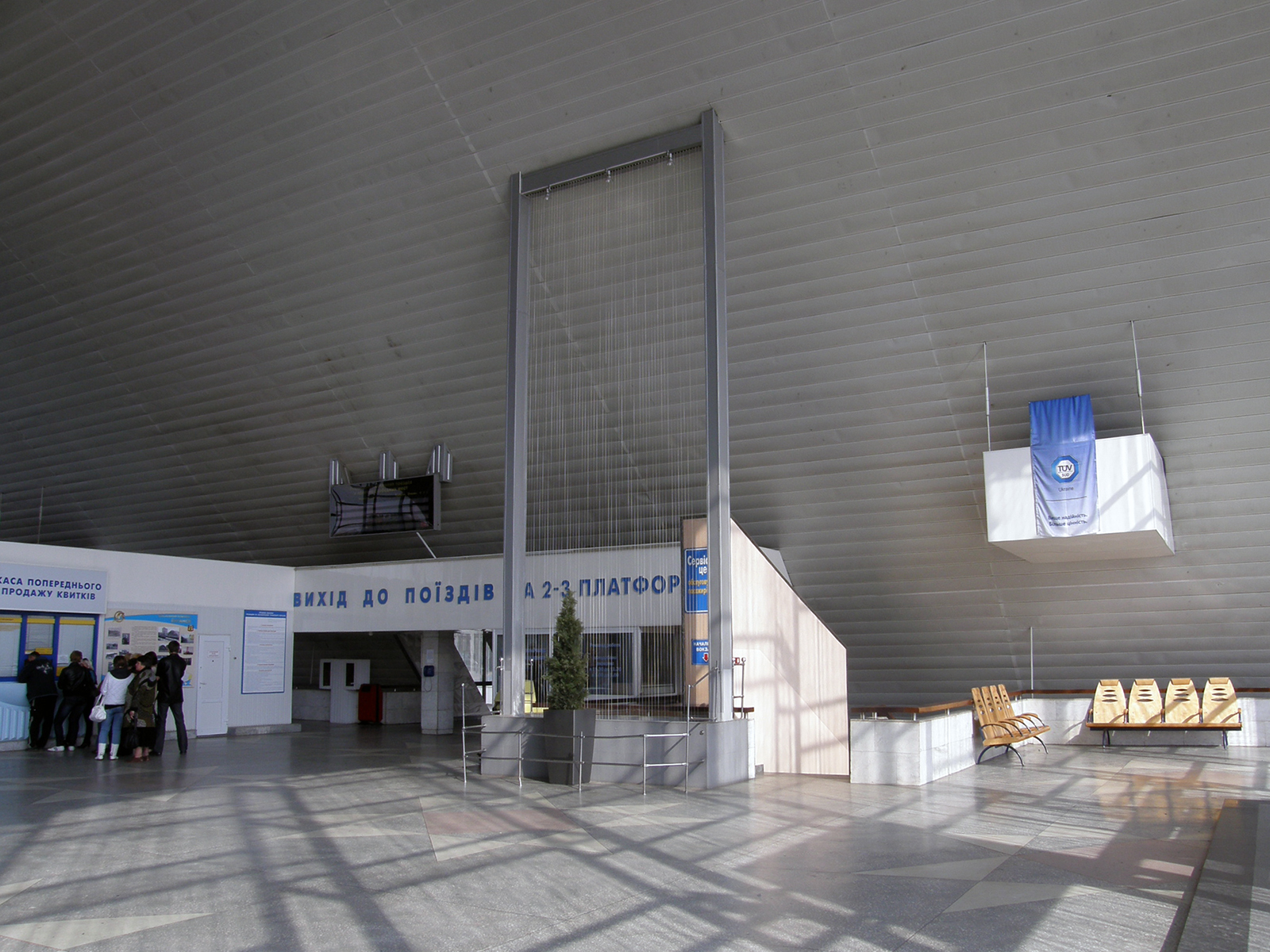
Інтер'єр вокзалу
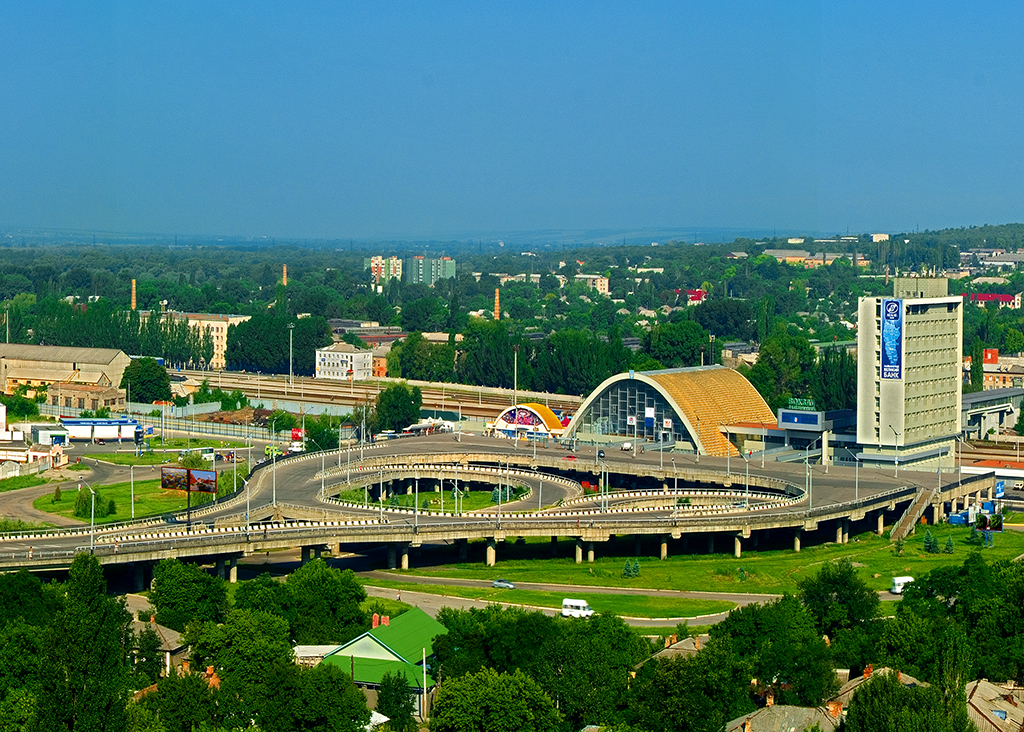
Естакада
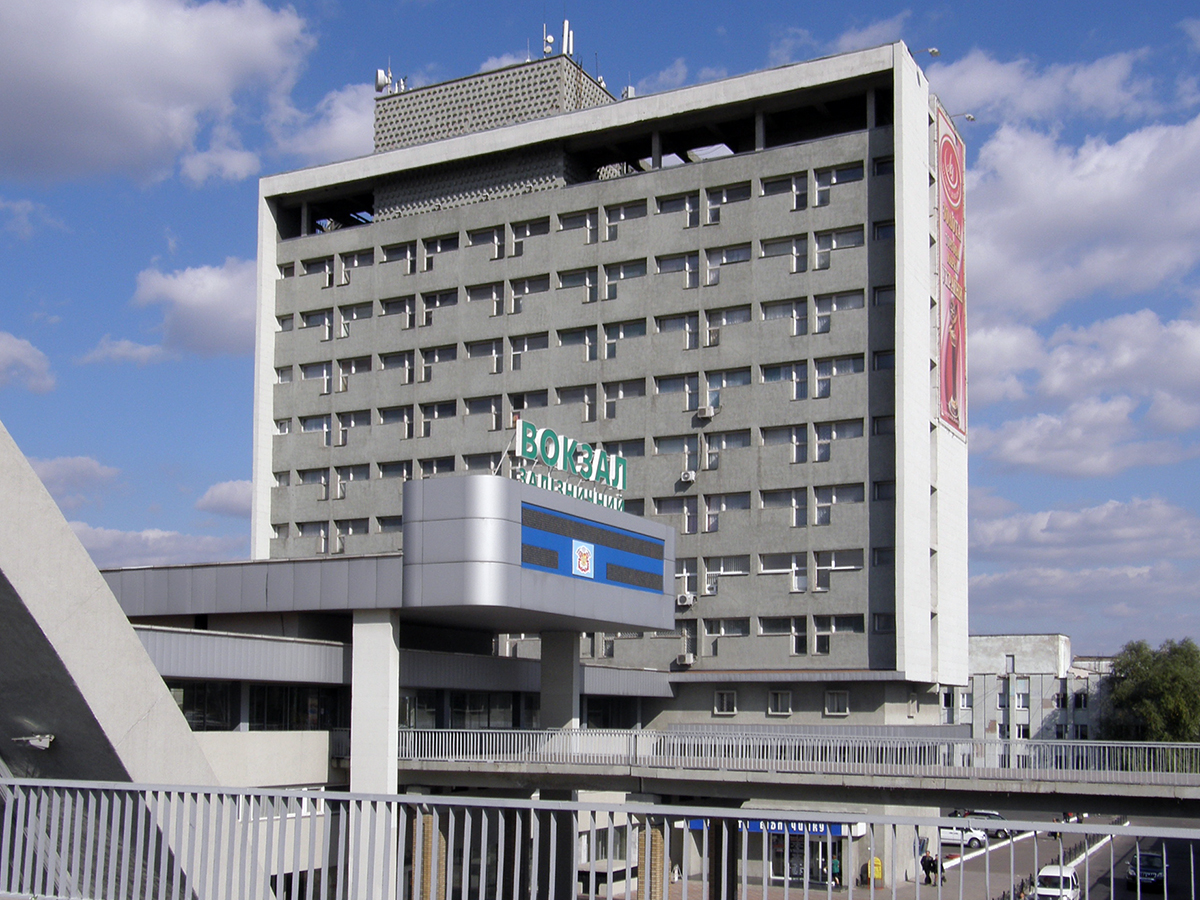
Привокзальний готель
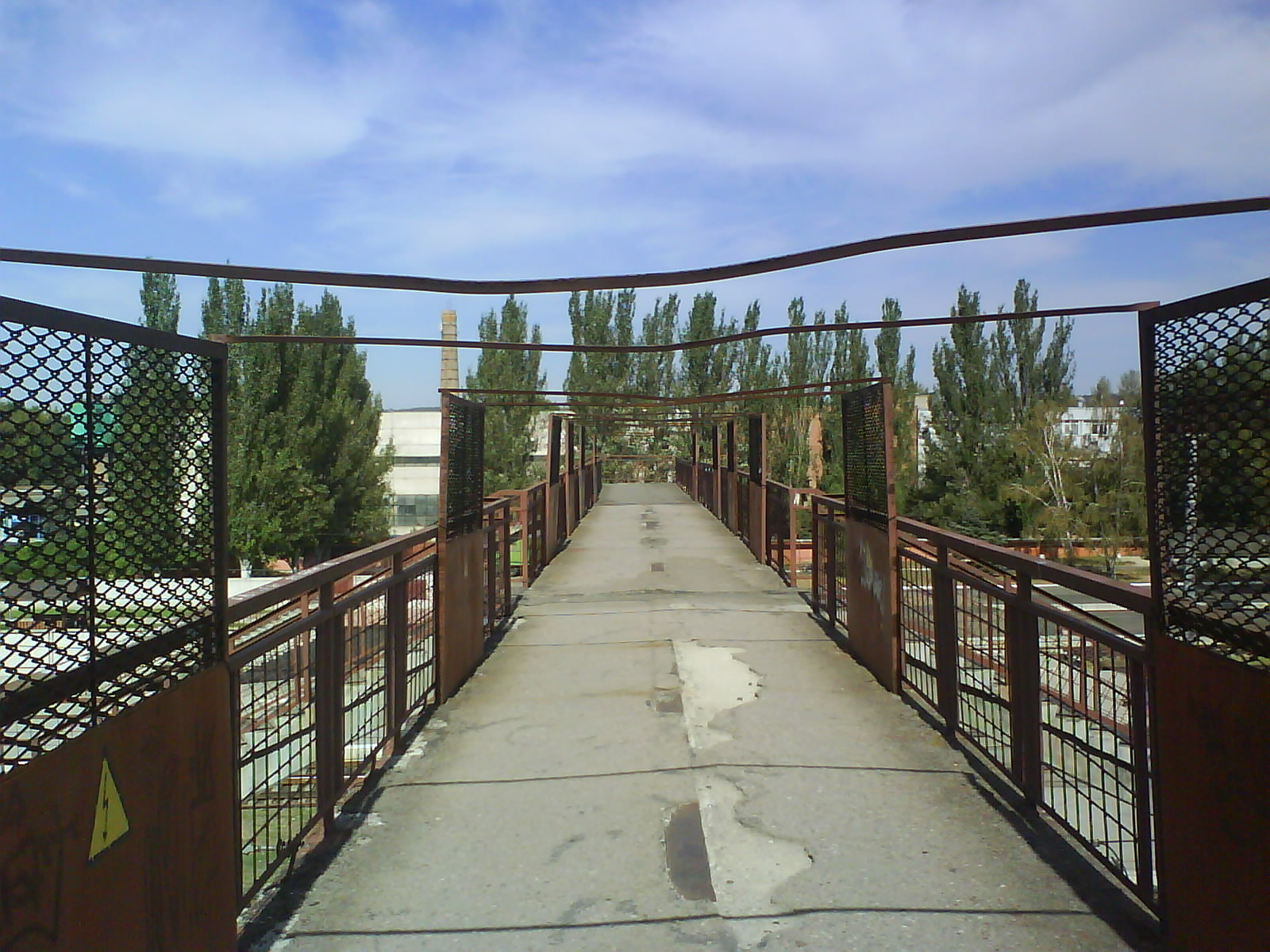
Пішохідний міст

## Пасажирське сполучення
До літа 2014 року:
Станом на 2013 рік луганський вокзал забезпечував внутрішнє, міжнародне та приміське сполучення. Для більшості поїздів далекого сполучення станція Луганськ була кінцевою, виняток становив лише поїзд міждержавного сполучення Маріуполь — Липецьк. На внутрішньоукраїнських маршрутах з Луганська поїзди прямували до станцій:
- Київ-Пасажирський, Львів, Одеса-Головна, Сімферополь, Кривий Ріг-Головний, Суми, Харків-Пасажирський, Донецька, Маріуполь, Феодосія.
- вагон безпересадкового сполучення до станції Трускавець.

Міжнародні (Україна — РФ) поїзди сполучали Луганськ з:
- Москвою, Липецьком;
- вагони безпересадкового сполучення до Санкт-Петербурга, Адлера.

Приміські дизель-поїзди сполучали Луганськ з населеними пунктами Луганської і Донецької областей України до станцій Комунарськ, Дебальцеве, Лутугине, Ізварине, Попасна, Сватове, Вільхова, Родакове, Сентянівка, Кіндрашівська-Нова, Лантратівка. До 30 серпня 2010 року існувало пасажирське сполучення з Ростовською областю РФ (роз'їзд 122 км у хуторі Єлань Тарасівського району).

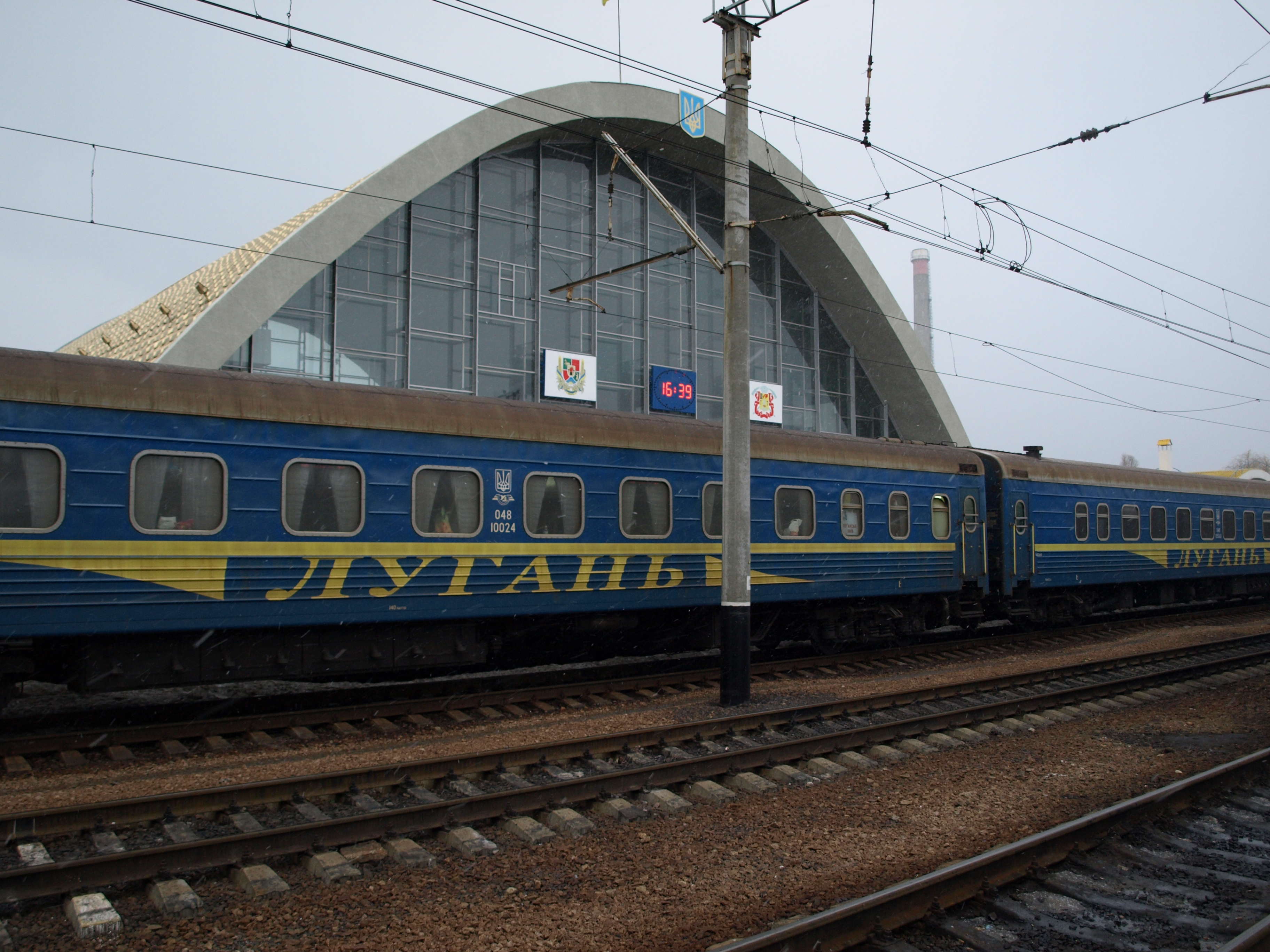
Фірмовий пасажирський поїзд «Лугань» Луганськ — Київ (до 2014)
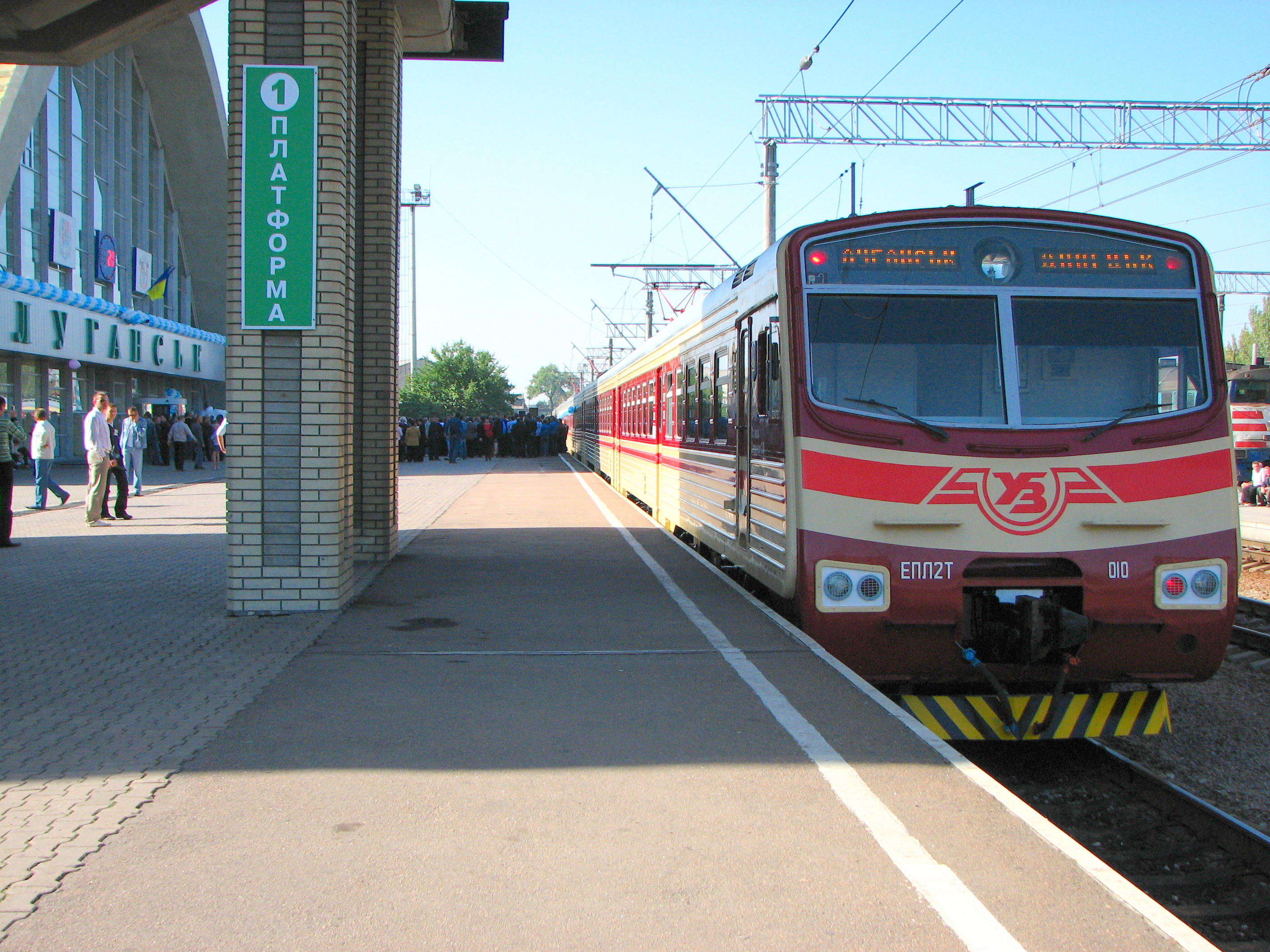
Електропоїзд Луганськ — Донецьк на платформі № 1
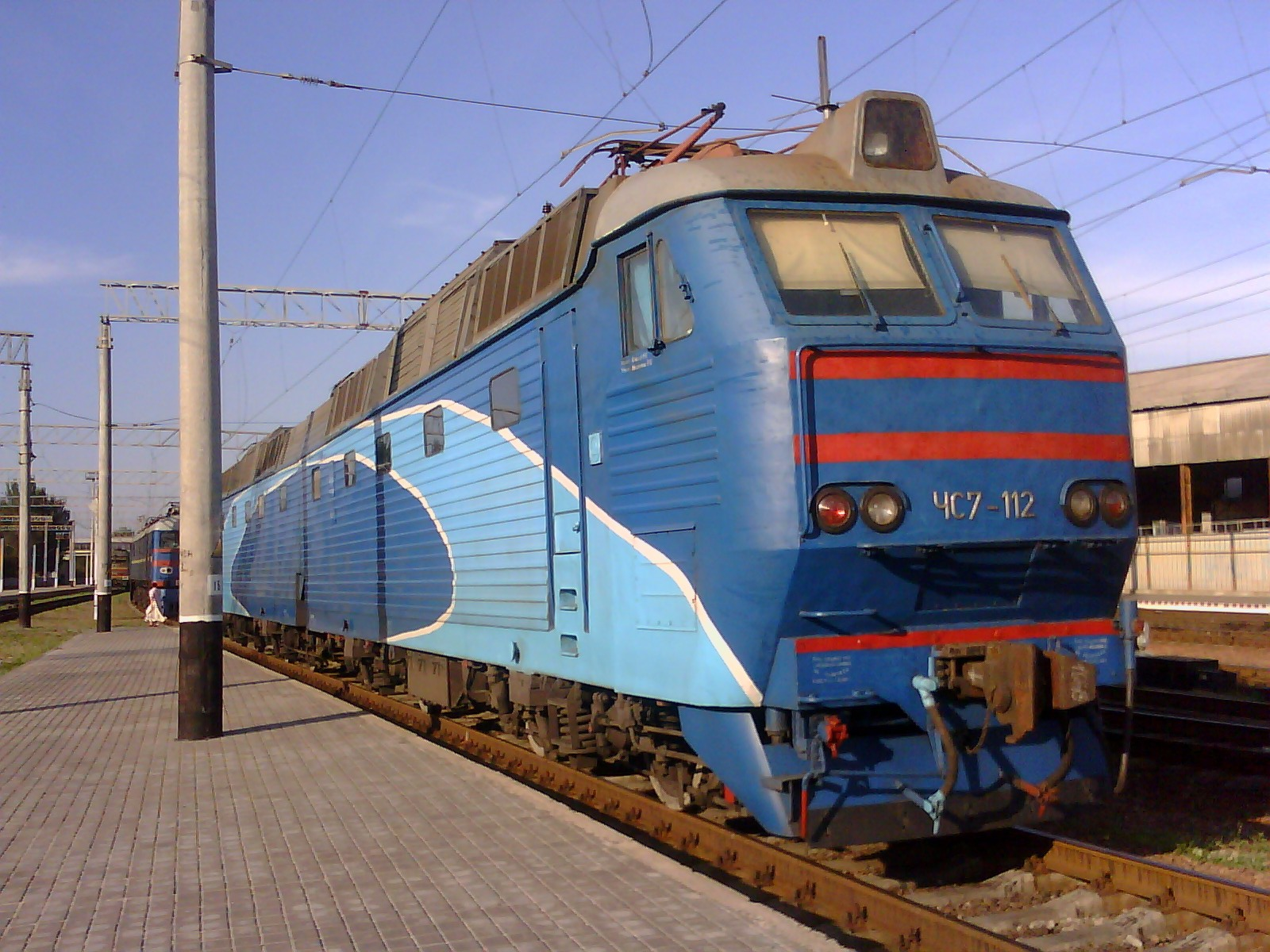
ЧС7-112 на станції Луганськ

Під час російсько-української війни (з 2014 року):
Із початком війни на сході України залізничне сполучення стало нестабільним. 26 липня 2014 року у зв'язку з пошкодженням залізничних колій «Укрзалізниця» тимчасово припинила рух поїздів за маршрутом Київ — Луганськ та Луганськ — Київ. 21 вересня рух відновлено. Донецька залізниця сформувала поїзд № 520/521 сполученням Київ — Луганськ із 10 вагонів, але у зв'язку із підвищеним попитом на перевезення залізничники збільшили кількість вагонів до 18-ти. 7 жовтня колію на 60 км перегону Сентянівка — Шипилово Донецької залізниці було підірвано, що призвело до пошкодження 12,5 м колій і три шпали. Поїзд № 520 повернули у зворотній шлях.
Оскільки військові дії унеможливили стабільне залізничне сполучення, 20 листопада 2014 року «Укрзалізниця» скасувала поїзд Київ — Луганськ.
28 березня 2015 року незаконна «влада» ДНР і ЛНР» запустили приміський електропоїзд сполученням Ясинувата — Луганськ через Єнакієве, Дебальцеве.
Нині приміське сполучення з Луганська здійснюється лише до станції Мануїлівка.